# 代議院 (キプロス)
代議院（だいぎいん、ギリシャ語: Βουλή των Αντιπροσώπων、ラテン文字転写: Vouli ton Antiprosópon、トルコ語: Temsilciler Meclisi）は、キプロス共和国の議会。任期5年で定数59であるが、このうち56人は比例代表で選出され、残る3人はマロン派、ローマ・カトリック、アルメニア系の少数派を代表するオブザーバである。またこれとは別に24議席がトルコ系市民に割り当てられている。

## 概要
任期満了に伴う総選挙は、任期満了となる月の前月の第2日曜日に実施しなければならない。前期の議会は新しく選出された議会の任期が開始されるまで続くことになるが、この期間中に前期の議会は、法令を制定したり、非常事態や例外とされる不測の事態に対応する場合を除いてはいかなる決定を行なったりする権限を持たない。
代議院は任期満了となる前に、自ら解散を決定することができる。解散が決定されると、その日から30日以上40日未満のあいだとなるように総選挙の実施日を決めなければならない。また解散したさいには、総選挙の実施から15日以内となるように、新しく選出された議会の招集日も決定しなければならない。
憲法第62条第1項では、代議院の議員数は50とされている。このうち35人はギリシャ系市民から、15人はトルコ系市民から選出することとなっている。ところが1964年以降は、トルコ系市民が代議院に参加しておらず、憲法の規定によりトルコ系市民の間で選挙は実施されていない。このような異常事態のため、院内にはトルコ系市民に割り当てられている議席が空いたままとなっている。この空席は憲法規定により、トルコ系市民選出の議員の議席として残されている。
ところが、代議院と、とくに委員会の円滑な運営のために、1985年7月に代議院は法第124号を採択し、議席数を80にまで増やした。そのうえで憲法第62条第2項の規定により、80議席のうち 70% に相当する56議席はギリシャ系から、30% に相当する24議席はトルコ系からそれぞれ選出されることとなっている。この決定はは代議院の活動範囲を広げたり、国際的な議会の団体に参加するためになされたものである。つまり、50人では立法府として、とくに委員会が十分に機能することができないのである。
議長はギリシャ系選出議員でなければならず、ギリシャ系の議員が選出することとなっている。他方で副議長は憲法の規定によってトルコ系選出議員とされ、トルコ系議員が選出することとなっている。議長または副議長を一時的に欠くときには、ギリシャ系、トルコ系の議員がそれぞれのあいだでとくに定めない限りは、それぞれの最年長の議員が議長または副議長を務める。
1960年7月31日に初の代議院総選挙が実施され、また同年8月7日には地方議会選挙が行われた。両選挙は植民地時代の法令に基づき、選挙人制度で実施された。憲法では代議院の定数を50と定め、そのうち35議席 (70%) をギリシャ系市民から、15議席 (30%) をトルコ系市民から選出することとしていた。ところが憲法の弱さのために、代議院は設立当初から円滑に機能することができなかった。
キプロス共和国憲法は混成の憲法委員会が策定したものである。この憲法は基本的自由や市民の権利が保障されているが、同時に国家の円滑な発展を阻害するような対立要素をも含んでいる。この要素には、選挙法の改正、自治体や課税に関する法令の採択でギリシャ系とトルコ系の議員でべつべつの多数決を代議院に求めていることも挙げられる。このため少数のトルコ系議員がこれらの決定を阻止することができるようになっていた。1961年、トルコ系議員が拒否権を行使して税法の拡張法案や所得税法に反対し、4年にわたって適切な所得税法がキプロスに存在しないという事態となった。
1963年12月の両民族間暴動を受けてトルコ系議員15人全員が代議院への出席を拒否し、現在に至るまでトルコ系議員の議席は空いたままとなっている。また国や行政機構の職にあったすべてのトルコ系市民も、それらの職を放棄した。
以降の代議院は行政府と協力して行動にあたってきた。これはトルコのキプロス侵攻と占領で生じた負担の公平な分担のための特別法の施行や、全島経済の回復と不明者家族や住居を失うなどの被害を受けた市民の救済を目的とした立法措置を講じるためである。その後代議院は、国の内外を問わず、キプロス紛争における適切で持続可能な和解のためのキプロス国民の努力に積極的にかかわっていった。

## 行政地区ごとの議席分配
現行の選挙法は単純比例代表制を採用している。選挙区は行政地区と同じで、それぞれの議席数は法律で定められている。ギリシャ系市民に分配されている、各選挙区の議席数は以下のとおりである。
| 行政地区         | 議席数 |
| ---------------- | ------ |
| ニコシア地区     | 20     |
| リマソール地区   | 12     |
| ファマグスタ地区 | 11     |
| ラルナカ地区     | 6      |
| パフォス地区     | 4      |
| キレニア地区     | 3      |

## 会派別議席数
2021年5月30日の総選挙後の会派別議席数は以下の通り。
| 政党・会派                                  | 党首                         | 議席数 |
| ------------------------------------------- | ---------------------------- | ------ |
| 民主運動党 ΔΗΣΥ; DI.SY.                     | アヴェロフ・ネオフィトゥ     | 17     |
| 労働人民進歩党 ΑΚΕΛ; AKEL                   | アンドロス・キプリアヌ       | 15     |
| 民主党 ΔΗΚΟ; DIKO                           | ニコラス・パパドプロス       | 9      |
| 国家人民戦線 ΕΛΑΜ; ELAM                     | フリストス・フリストゥ       | 4      |
| 社会民主運動・市民同盟 ΕΔΕΚ - ΣΠ; EDEK - SP | マリノス・シゾプロス         | 4      |
| 民主戦線 DP; DF                             | マリオス・ガロイアン         | 4      |
| 環境保護者運動 ΚΟΣΠ; KOSP                   | ハラランボス・テオペンプトゥ | 3      |

出典：キプロス内務省 （ギリシア語）